# براترونیتسه (ناحیه ستراکونیتسه)
براترونیتسه (به چکی: Bratronice) یک منطقهٔ مسکونی در جمهوری چک است که در ناحیه ستراکونیتسه واقع شده‌است. براترونیتسه ۴٫۷۱ کیلومتر مربع مساحت و ۵۳ نفر جمعیت دارد و ۵۴۵ متر بالاتر از سطح دریا واقع شده‌است.